# 마크 길
마크 길(Raphael Joseph de Mesa Eigenmann, 1961년 8월 25일 ~ 2014년 9월 1일)은 필리핀의 배우, 희극 배우, 텔레비전 배우이다.
마닐라에서 태어났으며 마닐라에서 사망하였다. 사인은 간경변이다.

## 출연 작품

### 영화
- 《아목》 (2011년)
- 《아기 천사》 (2008년)
- 《돈솔》 (2006년)
- 《라스틱맨》 (2004년)
- 《마그니피코》 (2003년)
- 《검은 유혹》 (1988년)
- 《배치 '81》 (1982년)